# Голландсько-Ост-Індійська операція

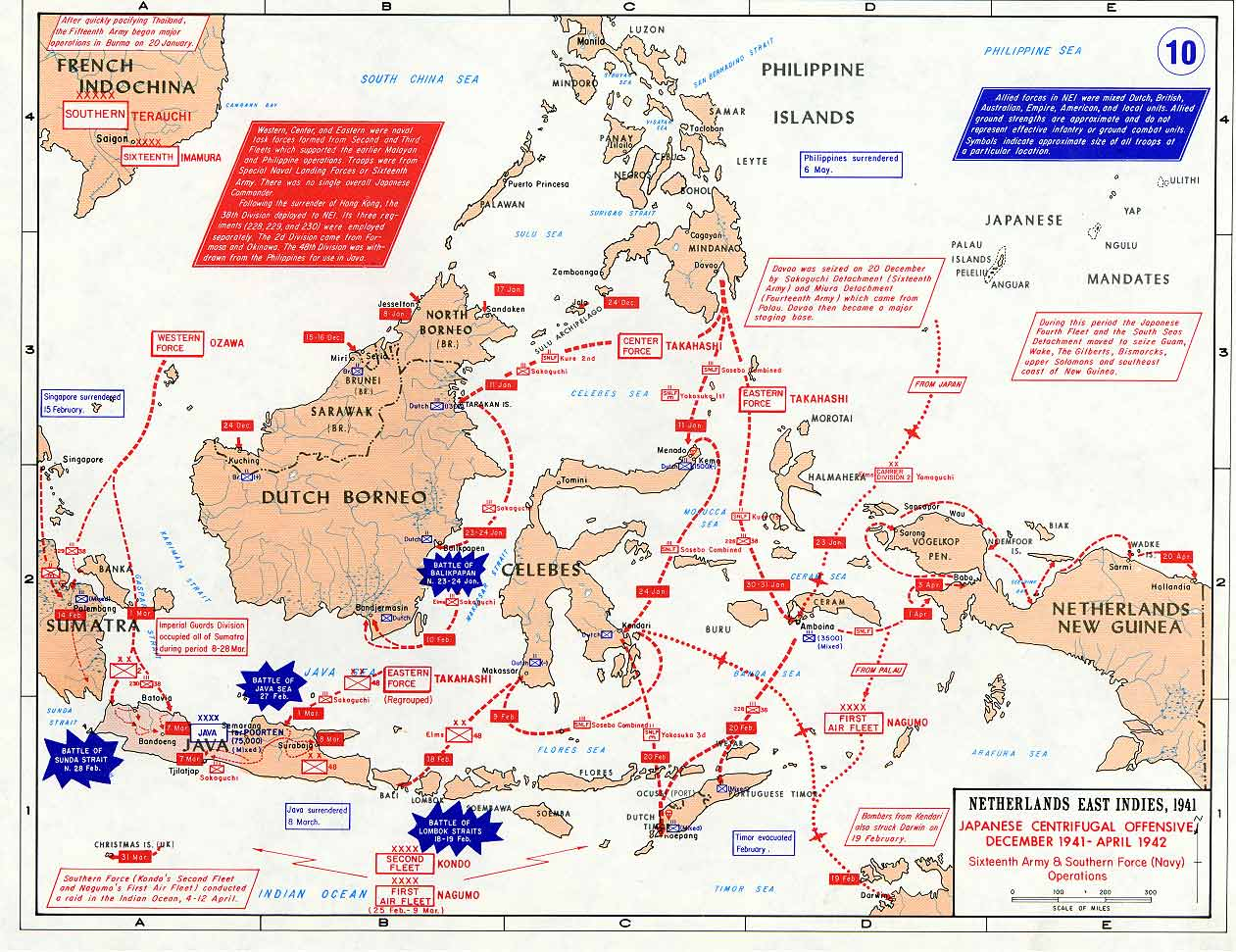
Бойові дії в Голландській Ост-Індії, на північному Борнео і в Сараваці

Голландсько-Ост-Індійська операція (1941–1942) — військова операція військ Нідерландів, Великої Британії, США та Австралії з захисту Голландської Ост-Індії (наразі Індонезія) і британських протекторатів на острові Борнео: Саравак, Північний Борнео та Бруней (зараз — частина Малайзії і Брунею) від вторгнення з боку Японії, проведена на Тихоокеанському театрі військових дій під час Другої світової війни.
Після оголошення Сполученими Штатами ембарго на постачання нафти, збройні сили Японії (і особливо її військово-морський флот) опинилися в дуже важкому становищі. Існуючих нафтових запасів вистачило б ненадовго. Тому доступ до покладів нафти був для Японії одним із найважливіших завдань. Найближчі такі поклади були розташовані в Голландській Ост-Індії. Крім того там були поклади й іншої стратегічної сировини (каучук, олово).
Японські удари було завдано на п'яти напрямках, три з яких було спрямовано на Голландську Ост-Індію:
1. Операції в Південно-Китайському морі (Саравак, Північний Борнео, пізніше — південно-західне Борнео);
2. Операції в Макасарській протоці (Таракан і Балікпакан);
3. Операції на островах Молуккського архіпелагу (Целебес, Амбон, Тимор і Балі)[2].

Два інших напрямки (Перл-Гарбор і Малайя) були якоюсь мірою допоміжними, спрямованими на те, щоб убезпечити операції в Голландській Ост-Індії та отримати доступ до ост-індійської нафти.
На початковому етапі операції командування японським флотом створило два оперативних з'єднання. Ці з'єднання отримали назви: Східне з'єднання вторгнення та Центральне з'єднання вторгнення. Східне з'єднання мало блокувати Яву зі сходу, захопивши острів Целебес (Кема, Манадо і Кендарі), острови Амбон, Макасар, Балі, Ломбок, а також Тимор. Центральне з'єднання повинно було діяти в першу чергу проти Борнео.
Для операцій на суходолі було створено Південну групу армій під командуванням генерала Хісаїті Терауті. Безпосередньо в Голландській Ост-Індії діяла 16-та японська армія.
Голландська колоніальна адміністрація розгорнула енергійну діяльність з організації оборони островів. Призовна кампанія розгорнулася як серед європейців, так і серед місцевого населення. На колоніальних верфях розпочалось будівництво торпедних катерів, патрульних суден і тральщиків. Проте всі зусилля виявилися марними через відсутність в Ост-Індії необхідного озброєння і бойової техніки. Сформовані підрозділи були озброєні, практично, тільки стрілковим озброєнням. Не вистачало навіть гвинтівок. Дуже поганими були справи і з авіацією.

### Використана література
1. 1 2  А. Крозе. Голландський флот у Другій світовій війні / Пер. з англ. А. Хворих. — М. : ACT, 2005. — ISBN 5-17-026035-0.
2. 1 2  Єргін Д. Видобуток. Всесвітня історія боротьби за нафту, гроші і влада. — М. : ДеНово, 1999. — ISBN 5-93536-001-2. Архівовано з джерела 25 липня 2014
3. ↑  Джоуетт Ф. Японська армія 1931 — 1942. — М. : АСТ, 2003. — ISBN 5-17-019669-5. Архівовано з джерела 16 лютого 2010